# Treinongeval bij Hordorf
Op 29 januari 2011 rond 22.30 uur botsten een passagierstrein en goederentrein op de spoorlijn Maagdenburg - Halberstadt nabij de Duitse plaats Hordorf frontaal op elkaar.
De passagierstrein van de HarzElbeExpress reed met 100 km/u over het enkelsporige traject toen het met een tegemoetkomende goederentrein in botsing kwam. De klap was zo hevig dat het circa zeven kilometer verderop te horen was en dat van de eerste wagons van de passagierstrein niets meer over was. De goederentrein stond nog op de rails en had minder schade. Bij het ongeval kwamen tien mensen om het leven en raakten twintig personen gewond.